# Metalimnobia (Tricholimonia) humfreyi
Metalimnobia (Tricholimonia) humfreyi is een tweevleugelige uit de familie steltmuggen (Limoniidae). De soort komt voor in het Afrotropisch gebied.